# Euophrys minuta
Euophrys minuta là một loài nhện trong họ Salticidae. Loài này được phát hiện ở Ấn Độ.